# Ледовский, Сергей Арефьевич
Сергей Арефьевич Ледовский (1862, Саратовская губерния — ок. 1923, Саратов, РСФСР) — священник Русской православной церкви, протоиерей.
Рукоположен в сан священника в 1888 году. С 1906 года служил в городе Саратове и примыкал к правомонархическим кругам. В марте 1922 года прибыл в Москву, где стал одним из организаторов обновленческого раскола. Принимал активное участие в деятельности обновленческого Высшего церковного управления в первые недели его существования. Летом того же года вернулся в Саратов и осенью того же года стал членом саратовской группы «Живой Церкви» и членом обновленческого Саратовского епархиального управления. Вскоре скончался; дата смерти не установлена.

## Биография
Родился в 1862 года в Саратовской губернии в мещанской семье. Получил домашнее образование. Поступил на епархиальную службу. Был учителем церковно-приходской школы.
2 июня 1888 года назначен священником Покровской единоверческой церкви села Дерлова Фатежского уезда Курской епархии. В том же месяце рукоположен в сан диакона и священника. Одновременно служил законоучителем Дерловского народного училища и местной церковно-приходской школы. 7 февраля 1891 года уволен за штат в связи с переходом в Саратовскую епархию.
24 февраля 1891 года назначен священником Христорождественской церкви села Синенькие Саратовского уезда Саратовской губернии. Одновременно заведующий и законоучитель местной церковно-приходской школы. Одновременно с 20 августа 1897 года законоучитель Широко-Буеракского училища.
27 января 1900 года утверждён в должности епархиального миссионера по второму миссионерскому округу Саратовской епархии, с освобождением от обязанностей приходского священника. 28 января 1900 года награждён набедренником. 4 мая 1904 года награждён бархатной фиолетовой скуфьёй.
В 1906 года назначен настоятелем Серафимовской церкви города Саратова. Одновременно заведующий и законоучитель Серафимовской церковно-приходской школы. Писал статьи с критикой социализма и материализма.
25 ноября того же года назначен священником Александро-Невского кафедрального собора Саратова с оставлением в должности епархиального миссионера. 24 марта 1907 года награждён камилавкой.
Стал товарищем председателя (то есть заместителем председателя) саратовской правомонархической организации «Православный всероссийский братский союз русского народа», созданной 30 мая 1907 года по инициативе епископа Саратовского и Царицынского Ермогена (Долганёва).
18 февраля 1909 года назначен клириком Саратовского Крестовоздвиженского женского монастыря с сохранением должности епархиальный миссионер-проповедник. 19 марта 1909 года награждён наперсным крестом, от Святейшего синода выдаваемым.
16 декабря 1911 года назначен настоятелем Воскресенской кладбищенской церкви Саратова с оставлением в должности епархиального миссионера-проповедника. 14 марта 1912 года награждён саном протоиерея. 17 августа 1912 года утверждён в должности окружного миссионера по городу Саратову.
После издания 23 февраля 1922 года декрета об изъятии церковных ценностей подключился к кампании. На собрании Серафимовской церкви Саратова он, приводя многочисленные выдержки из святоотеческой литературы, стал доказывать, что в таком величайшем деле, как спасение погибающих от голода, не нужно останавливаться ни перед какими жертвами. В итоге было решено отдать ценные церковные предметы, кроме самых необходимых. Вместе с протоиереем Николаем Русановым и группой саратовских мирян опубликовал в местной прессе восторженные отзывы о декрете. Русанов и Ледовский, получив в своё распоряжение от горсовета автомашину, разъезжали на ней по церквам и усердно агитировали в пользу добровольной передачи церковных ценностей. Знавшие их были очень удивлены, так как почтенные протоиереи в прошлом не проявляли никаких «либеральных» тенденций, а напротив, казались принадлежащими к самой консервативной части саратовского духовенства.
14 марта 1922 года ГПУ разослало по ряду губернских городов шифротелеграмму «о стягивании в Москву нужного духовенства». Местные сотрудники ЧК должны были «предложить осведомителям-церковникам, проваленным, непригодным для работы на местах, выехать в Москву для временной агитационной работы». Прибыв в Москву, «осведомители-церковники» позднее 20 марта должны были явиться к руководителю VI отделения секретного отдела ГПУ Анатолию Рутковскому. Их работа оплачивалась. Выбор в Саратове пал на протоиереев Сергия Ледовского и Николая Русанова.
В марте 1922 года выехал в Москву, где с разрешения патриарха Тихона вошёл в состав Центральной комиссии по изъятию церковных ценностей. 29 апреля 1922 года давал показания на судебном процессе против московского духовенства, где говорил, что все сосуды могут быть отданы во имя любви к ближнему.
Ледовский и Русанов быстро нашли взаимопонимание с прибывшими в мае 1922 года из Петрограда будущими лидерами обновленческого раскола. 4 мая вместе с Русановым и Александром Введенским участвовал в диспуте «Ужасы Поволжья и Церковь» в зале бывшего Дворянского собрания. 11 мая участвовав в собрании приходских священников и членов церковных советов Замоскворечья с целью освещения вопросов о судьбе церковных ценностей. согласно сообщению газеты «Правда», докладчики собрания Сергий Ледовский и Владимир Красницкий, «ссылками на все авторитетные писания, „святых отцов“ и цитатами из массы богословских сочинений разбили окончательно утверждение патриарха Тихона „и иже с ним“ о недопустимости изъятия ценностей с канонической точки зрения». 13 мая 1922 года подписал воззвание «Верующим сынам Православной Церкви России», призывавшее к осуждению иерархов, «виновных в организации противодействия государственной власти». Это был первый документ, подписанный совместно московскими, петроградскими и саратовскими обновленцами и являющийся программным для «Живой Церкви». Принимал активное участие в деятельности высшего органа управления обновленцев — Высшего церковного управления (ВЦУ) в первые недели его существования.
3 июля 1922 года протоиереем Николаем Русановым от обновленческого ВЦУ был получен мандат № 338 на проведение собрания группы «Живая церковь» совместно с представителями города Петровска. На собрании, состоявшемся 11 июля постановили избрать «Временое Управление Саратовской Церкви» под председательством епископа Николая (Позднева), куда в том числе вошли протоиереи Русанов и Ледовский.
В августе 1922 года был участником Всероссийского съезда «Живой Церкви».
Вернулся в Саратов. Осенью 1922 года становится членом саратовской группы «Живой Церкви» и членом обновленческого Саратовского епархиального управления.
Вышел из состава Саратовского епархиального управления согласно поданному прошению, которое было утверждено 14 декабря 1922 года решением обновленческого ВЦУ. По словам Николая Русанова, «отошёл к старой Церкви, приведённый в полное смущение нововведениями „Живой Церкви“ Красницкого». Вскоре скончался. Дата в источниках не приводится.

## Публикации
- «Почему христианам нужно опасаться социализма?» // Владивостокские епархиальные ведомости, 1907. — № 3. — С. 56.
- «Материализм и нравственность» // Владивостокские епархиальные ведомости, 1912. — № 12. — С. 419—421
- «Возражение на „мнение“ прот. о. Евгения Шкенева» // Саратовские епархиальные ведомости, 1917. — № 17-18. — C. 598